# Riohacha
Riohacha, Rio Hacha ou Rio de la Hacha (« rivière de la Hache »), est une ville de Colombie, sur la mer des Caraïbes.
Située à l'embouchure du río Ranchería, elle est le chef-lieu du département de La Guajira.

## Histoire
Le territoire de Riohacha était peuplé d'indiens Wayuu, un des peuples Arawaks, quand il fut abordé depuis la mer en 1498 par Alonso de Ojeda. Quelques années plus tard, Juan de la Cosa débarqua au Cabo de la Vela (« cap de la chandelle »). La ville fut finalement fondée par le conquistador Nikolaus Federmann en 1535, qui la nomma Nuestra Señora Santa Maria de los Remedios del Cabo de la Vela (« Notre-Dame sainte Marie des Secours du cap de la Chandelle »).
La région étant fertile en perles, la ville fut une cible de choix pour les pirates, et, après avoir été détruite à la suite d'un raid, elle fut reconstruite à l'embouchure du Rio Rancheria. Cette nouvelle ville, appelée Nuestra Señora de los Remedios del Río de la Hacha (« Notre-Dame des Secours de la rivière de la Hache »), fut de nouveau la proie des pirates, la principale attaque ayant été celle de Francis Drake, qui la pilla en 1596 à la recherche d'or et de perles.
Au XVIIIe siècle, Riohacha fut rattachée à la province de Santa Marta, dans la vice-royauté de Nouvelle-Grenade.
Pendant la lutte pour l'indépendance, le port de Riohacha abrita de nombreux vaisseaux combattant les Espagnols pour la libération de la Colombie et du Venezuela, et l'amiral révolutionnaire José Prudencio Padilla, héros des révolutions de ces deux pays, est natif de cette ville.
En 1954, Riohacha acquit le statut de municipalité, et devint chef-lieu de La Guajira en 1964.

## Relations internationales

### Jumelage
La ville de Riohacha est jumelée avec les villes suivantes :
- Maracaibo, Venezuela ;
- Miami, États-Unis ;
- Monterrey, Mexique ;
- Oranjestad ;
- Valledupar, Colombie ;
- Willemstad, Curaçao ;
- Santa Marta, Colombie ;
- Carthagène des Indes, Colombie.

## Galerie

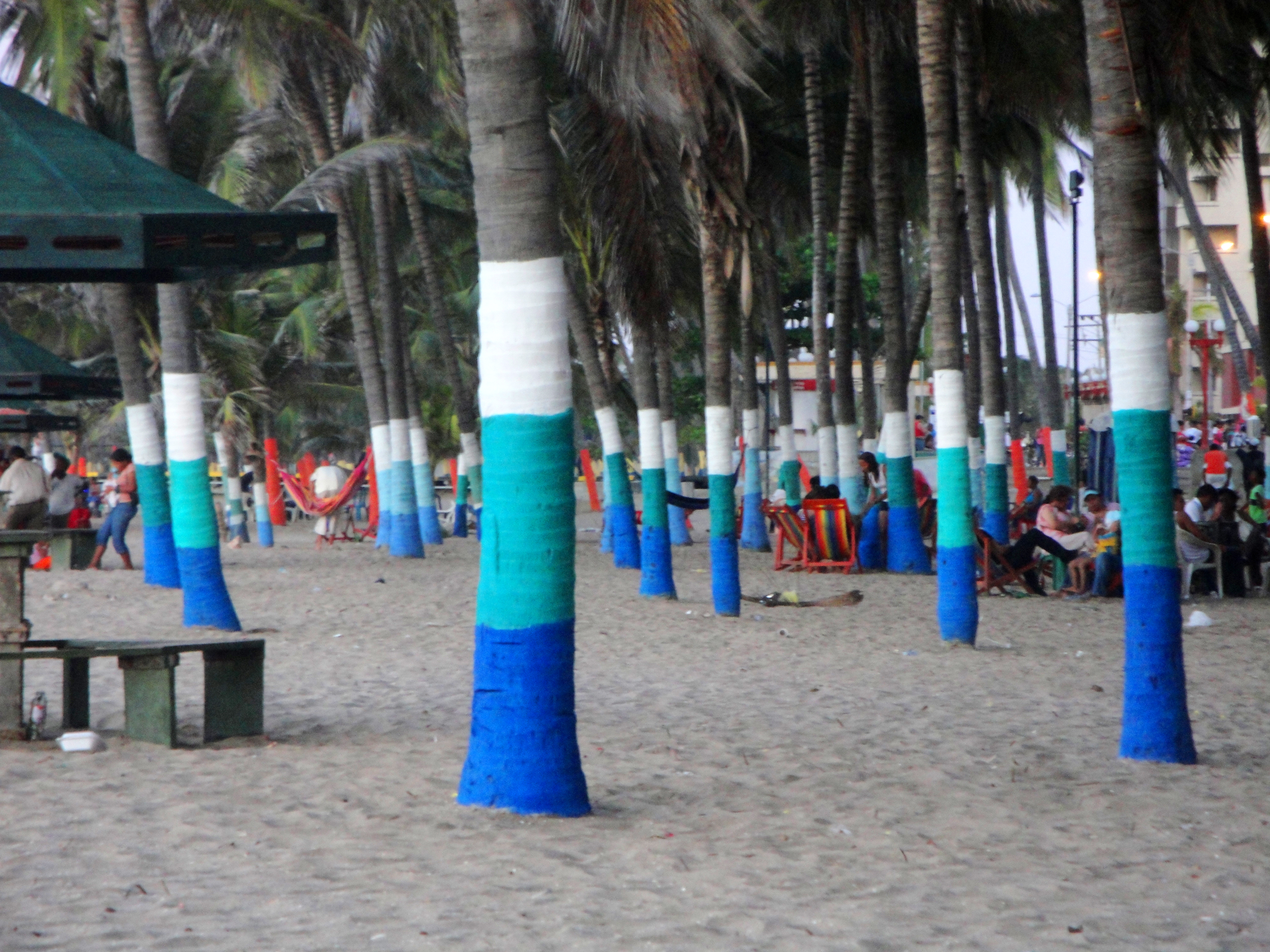
Malecon Beach
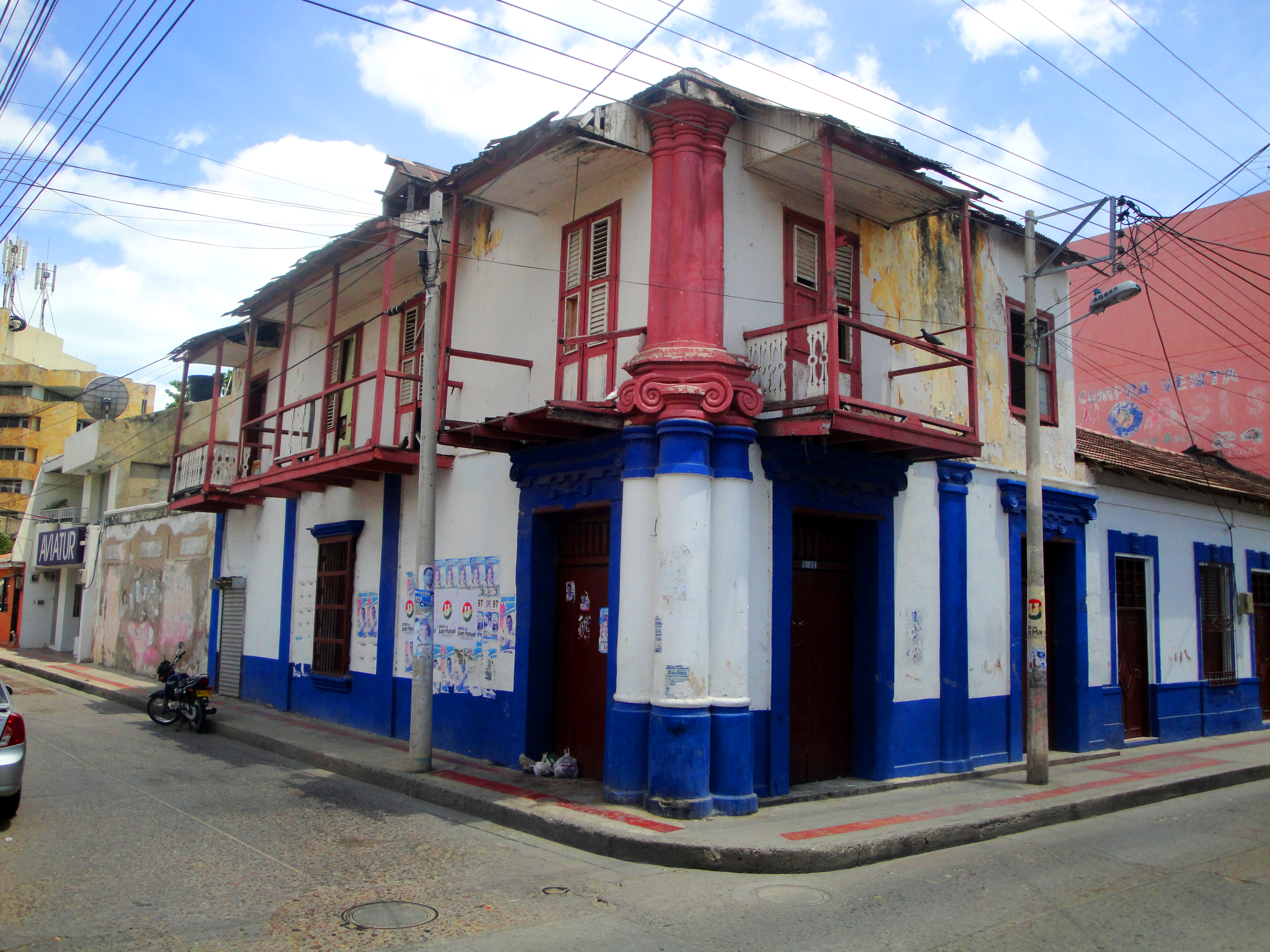
Bâtiment typique
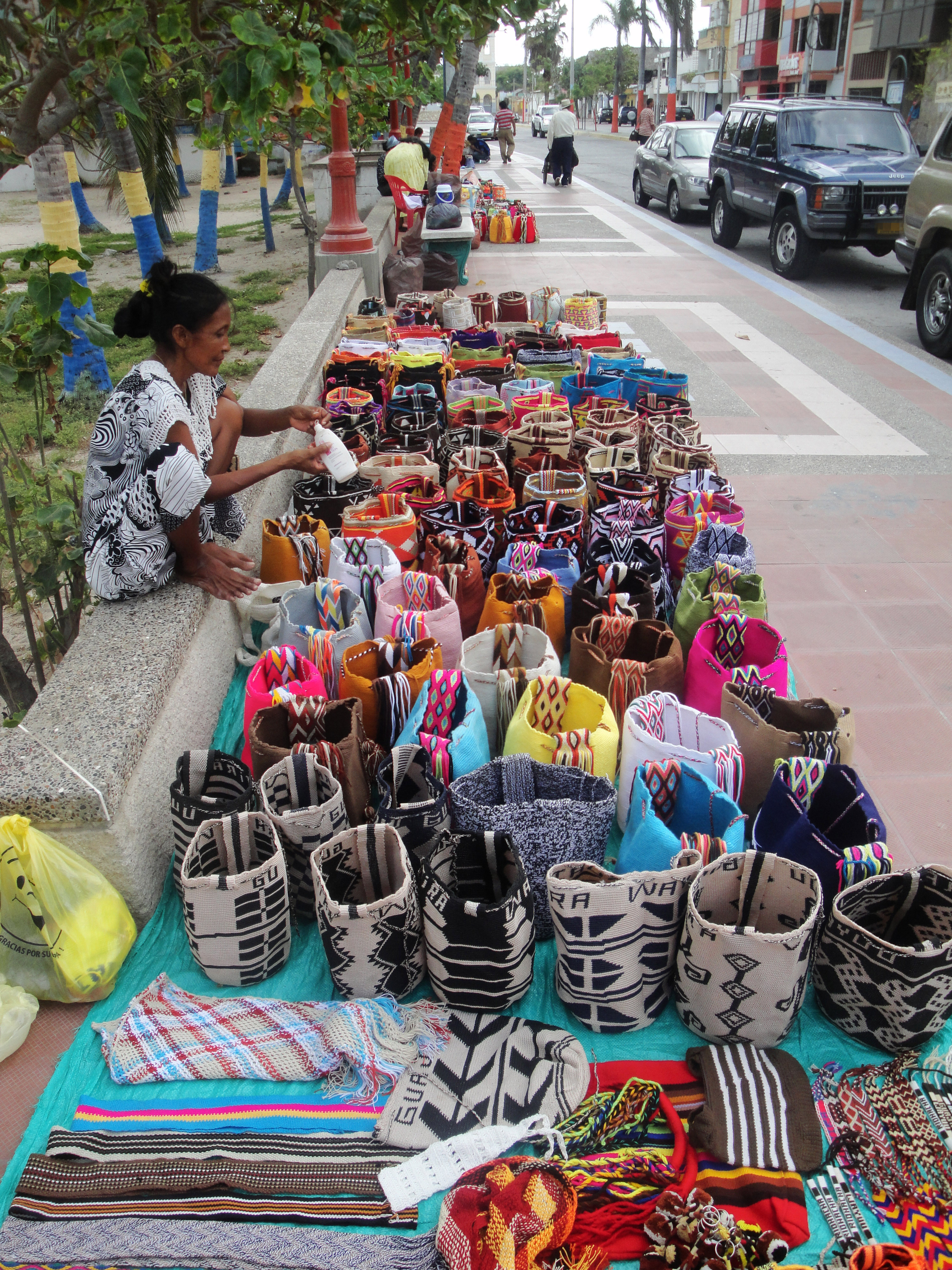
Artisanat sur la Calle 1 « Avenida Primera »
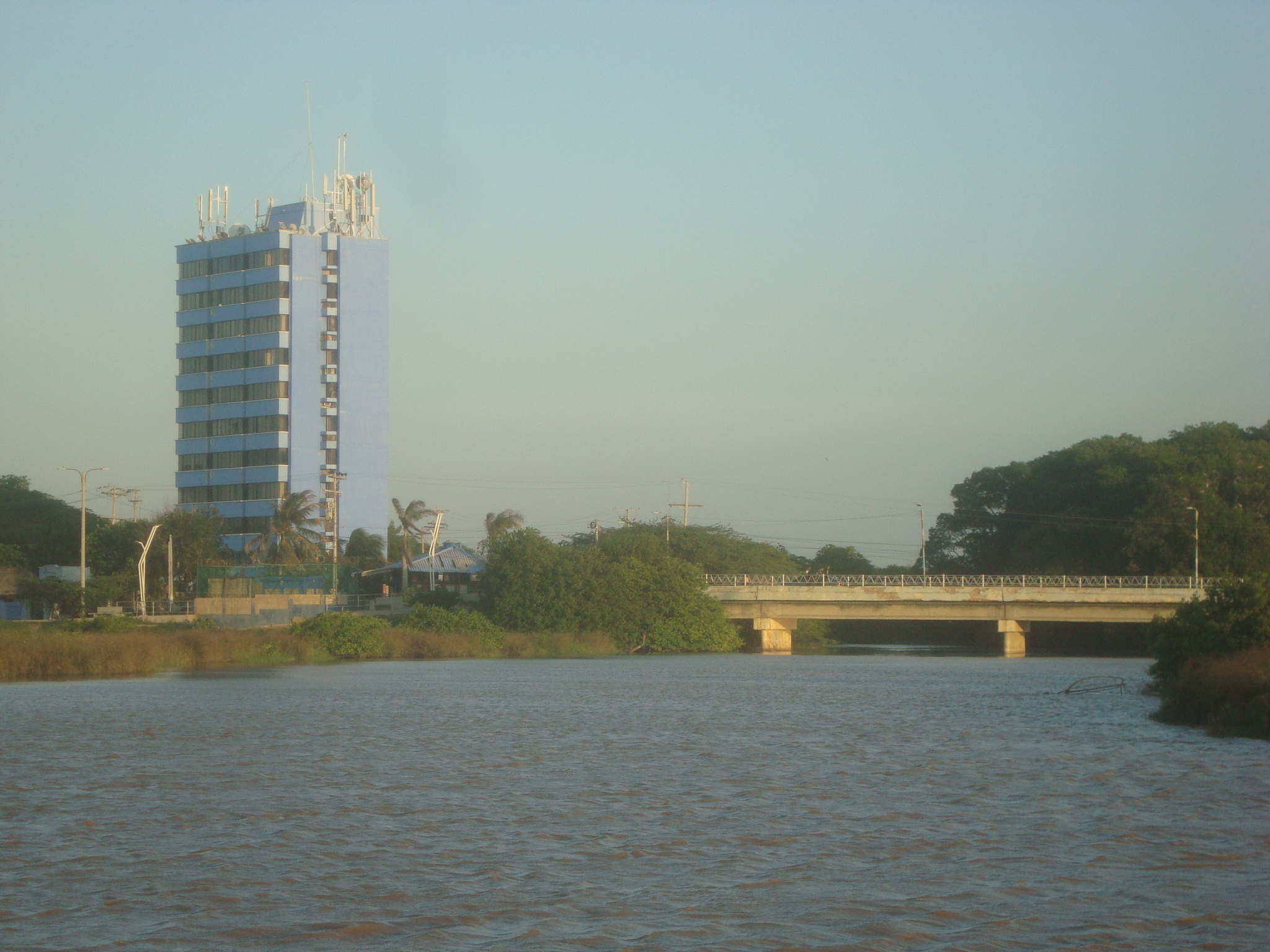
Rivière Ranchería à Riohacha
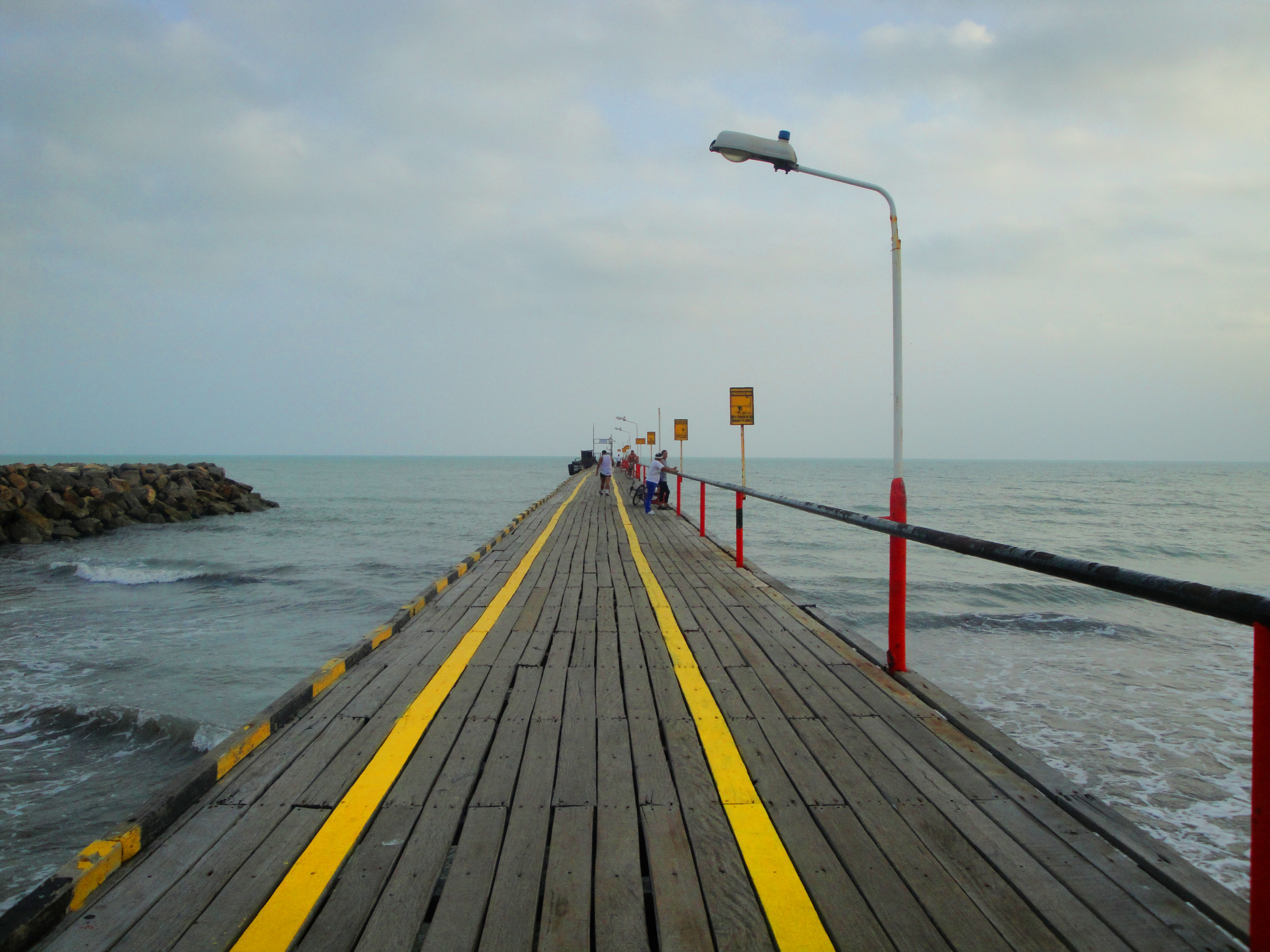
Ponton